# Cais

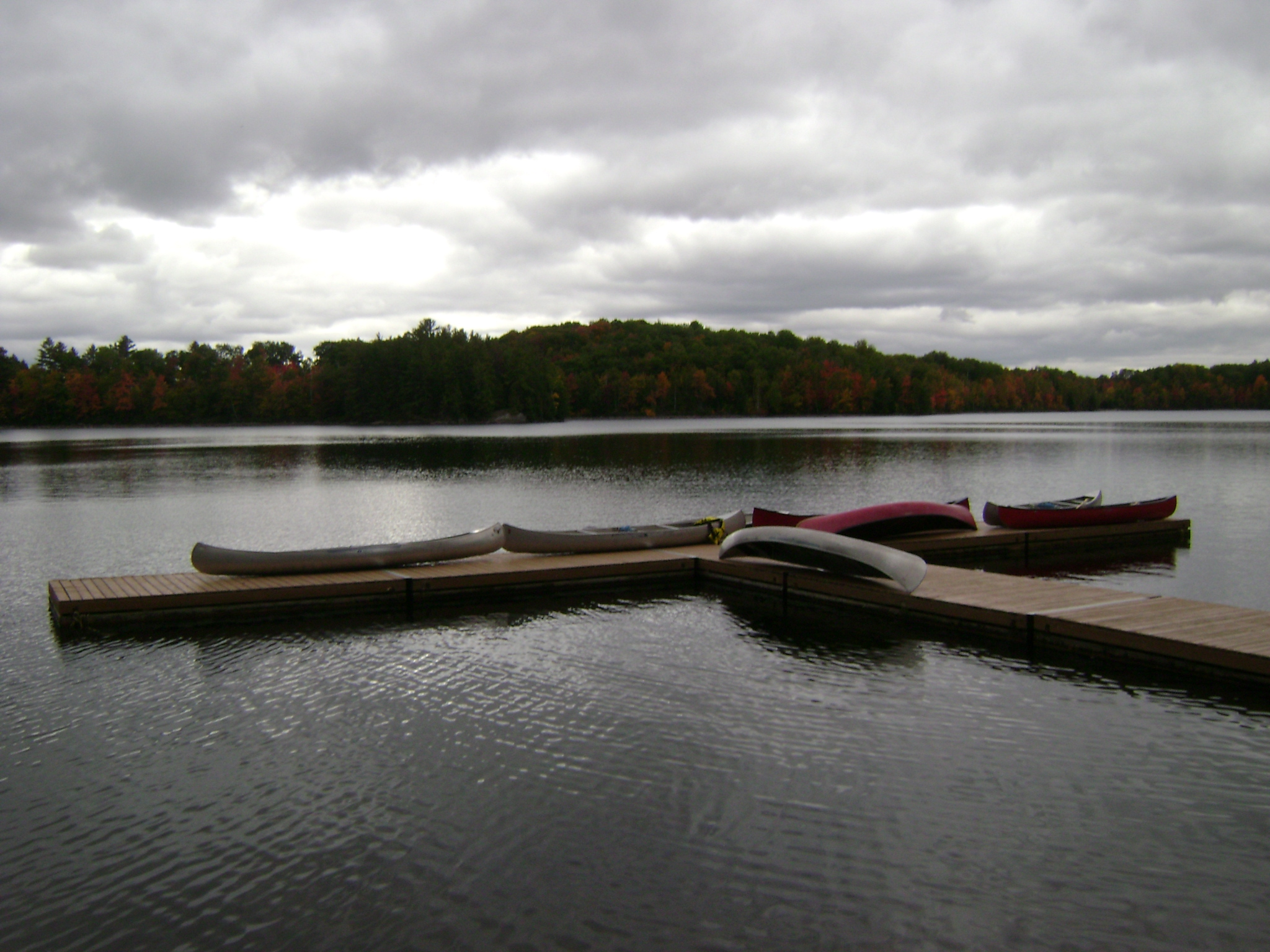
Cais para a prática de canoagem, em Ontário, no Canadá.

Um cais (do céltico, através do francês antigo quai) é uma estrutura, geralmente uma plataforma fixa em estacas, ou região à beira da água, na borda de uma abra ou de um porto, onde barcos podem atracar e aportar para carregar e descarregar carga e passageiros. Inclui atracadouros (local para amarras) e pode também incluir píeres, armazéns e outros equipamentos necessários para manipular barcos.
Um cais é também um nível mais alto, ou calçada, geralmente recoberto de pedras, ao longo de um rio ou canal, ou a avenida que passa ao longo dessas calçadas.

## Visão geral
Um cais geralmente compreende uma plataforma fixa, geralmente sobre estacas. Os portos comerciais podem ter armazéns que servem como armazenamento provisório: onde for suficiente, normalmente é utilizado um único cais com um único cais construído ao longo do terreno adjacente à água. Um píer, elevado sobre a água e não dentro dela, é comumente usado para casos em que o peso ou o volume das cargas serão baixos. Cais menores e mais modernos às vezes são construídos em dispositivos de flutuação (pontões) para mantê-los no mesmo nível do navio, mesmo durante a mudança das marés.

## Diferença entre cais, ancoradouro e píer
Um cais é uma estrutura ou região construída paralelamente à água, usualmente destinada para embarcações aportarem nela, numa abra ou porto. Uma avenida construída paralelamente à água, ou perto de um cais, pode ser conhecida como um cais, como os quais em Paris ou o Cais José Estelita, na Ilha de Antônio Vaz, em Recife, Pernambuco. (sentido de região ou calçada paralela à água)

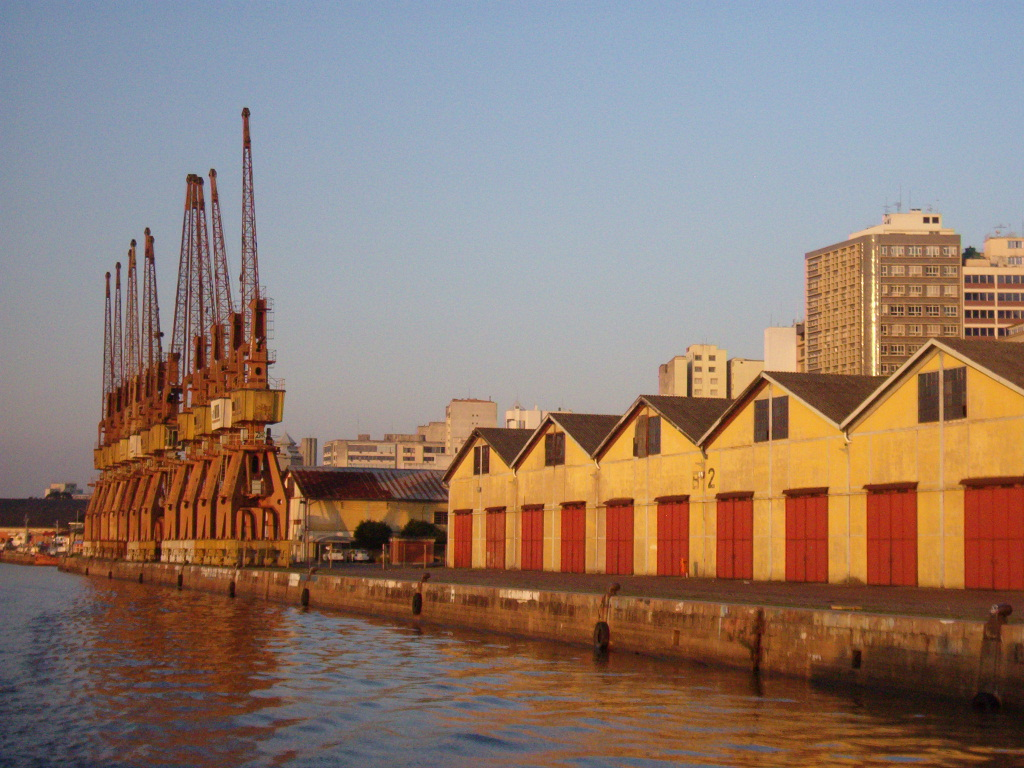
Cais Mauá, em Porto Alegre, no Rio Grande do Sul, no Brasil.

Um ancoradouro, embarcadouro ou desembarcadouro é uma estrutura construída especificamente para os navios aportarem, carregarem e descarregarem carga, e para passageiros embarcarem e desembarcarem das embarcações, podendo ser construída em qualquer direção, geralmente em uma área portuária.
Um píer é uma trilha, passarela ou estrutura que avança na água perpendicularmente à terra. É geralmente bem leve, construída a maioria das vezes para pessoas passarem ou trabalharem, mas também serve para embarcações aportarem.
Resumindo: um cais é uma estrutura ou região paralela à água, com o objetivo de embarcações atracarem e pessoas trabalharem, geralmente em um porto. Um ancoradouro tem o objetivo principal de os navios ancorarem e cargas e pessoas terem acesso a ele, e os píeres são estruturas que avançam na água, diferentemente dos cais, que são paralelos à água. Então, uma vez que um ancoradouro está desativado, não sendo usado mais para navios ancorarem, ele é um píer ou um cais, dependendo de sua direção. Um cais usado para navios ancorarem é também um ancoradouro, e um píer pode ser um ancoradouro também, apesar de as estruturas leves dos píeres às vezes serem mais adequadas para pessoas andarem e passarem do que para embarcações atracarem.